# نظام التشغيل 5
تطبيق نظام التشغيل 5 أو نظام التشغيل 5 (بالإنجليزية: 5 System Software)‏ هو نظام تشغيل للماكنتوش نشر من طرف أبل في أكتوبر 1987.

## خاصياته وخدماته
- نظام التشغيل 5 أول نظام تشغيل للماكنتوش يحمل رقم إصدار موحد (في السابق كان للنظام والفايندر رقما إصدار مختلفين).
- نظام التشغيل 5 يقدم المولتيفايندر الذي يمكن تشغيل التطبيقات في الخلفية، خلافا للفايندر، الذي يمكن تشغيل التطبيق الموجود في المقدمة فقط.[1]

## قائمة الإصدارات
- تطبيق نظام التشغيل 5.0 ( النظام 4.2، فايندر 6.0، مولتيفايندر 1.0 )
- تطبيق نظام التشغيل 5.1 ( النظام 4.3، فايندر 6.0، مولتيفايندر 1.0 )[2]